# Natura Artis Magistra

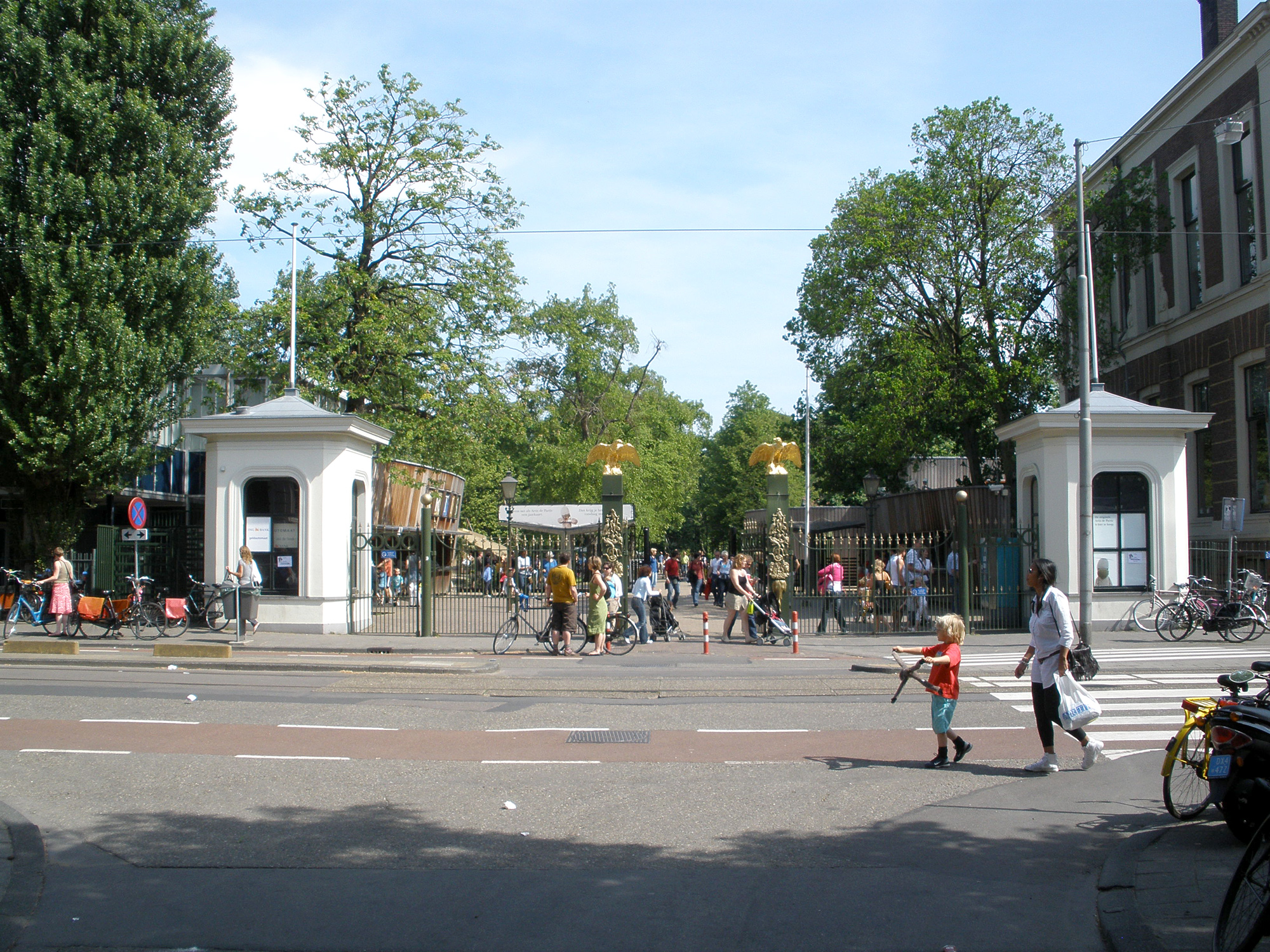
Entrada a Artis

Artis, o Natura Artis Magistra (del llatí: "La Natura és la mestra de l'art"), és un zoo situat al centre d'Amsterdam, el més antic dels Països Baixos i un dels més antics del continent europeu. Artis no només és un zoo, també conté un aquari públic i un planetari. També disposa d'un arboretum i una gran col·lecció d'obres d'art una part de la qual es pot veure dins l'aquari. Artis té 27 edificis monumentals, molts dels quals serveixen per tenir tancats els animals. Té unes 900 espècies d'animals.

## Història
Aquest zoo es va fundar l'any 1838 per part de Gerard Westerman, J.W.H. Werlemann i J.J. Wijsmuller. Inicialment només estava obert als membres i a partir de 1851 va estar obert al públic en general tan sols durant el mes de setembre. A partir de l'any 1920 va estar obert durant tot l'any per al públic en general, però en el mes de setembre hi ha un descompte en el preu de l'entrada.
Aquest zoo té tres entrades amb les paraules 'Natura', 'Artis' i 'Magistra' escrites sobre cadascuna d'elles. Sovint només estava oberta la porta corresponent a 'Artis', per això la gent el va acabar anomenant simplement Artis.
La darrera zebra quaga en captivitat va morir a Artis el 12 d'agost de 1883.

## Biblioteca

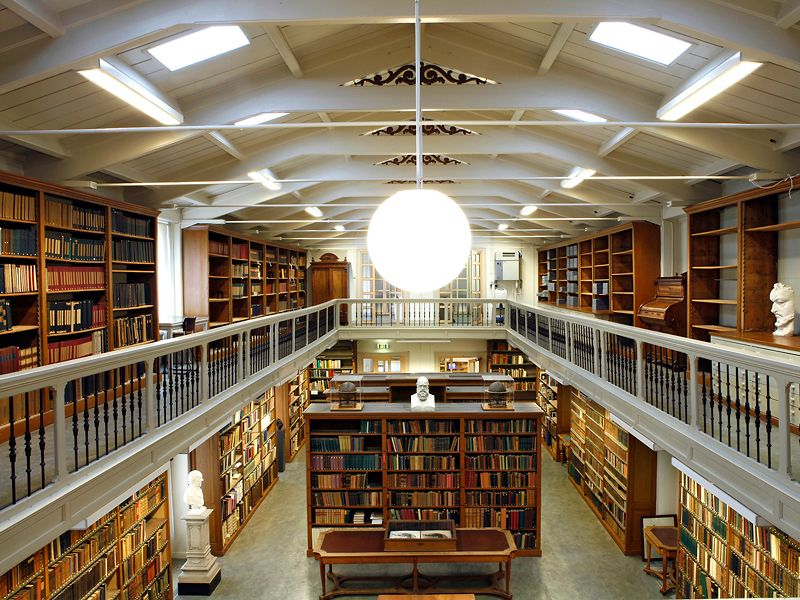
Biblioteca d'Artis

Artis té una gran biblioteca sobre la història de la zoologia i la botànica. A més d'hostatjar la biblioteca del zoo també té les biblioteques del Museu Zoològic d'Amsterdam i el Jardí Botànic d'Amsterdam. També té els arxius d'un gran nombre de zoòlegs i de botànics, com per exemple l'arxiu de Hugo de Vries. Té 20.000 llibres, 3.000 manuscrits i 80.000 impresos d'animals.

## Galeria

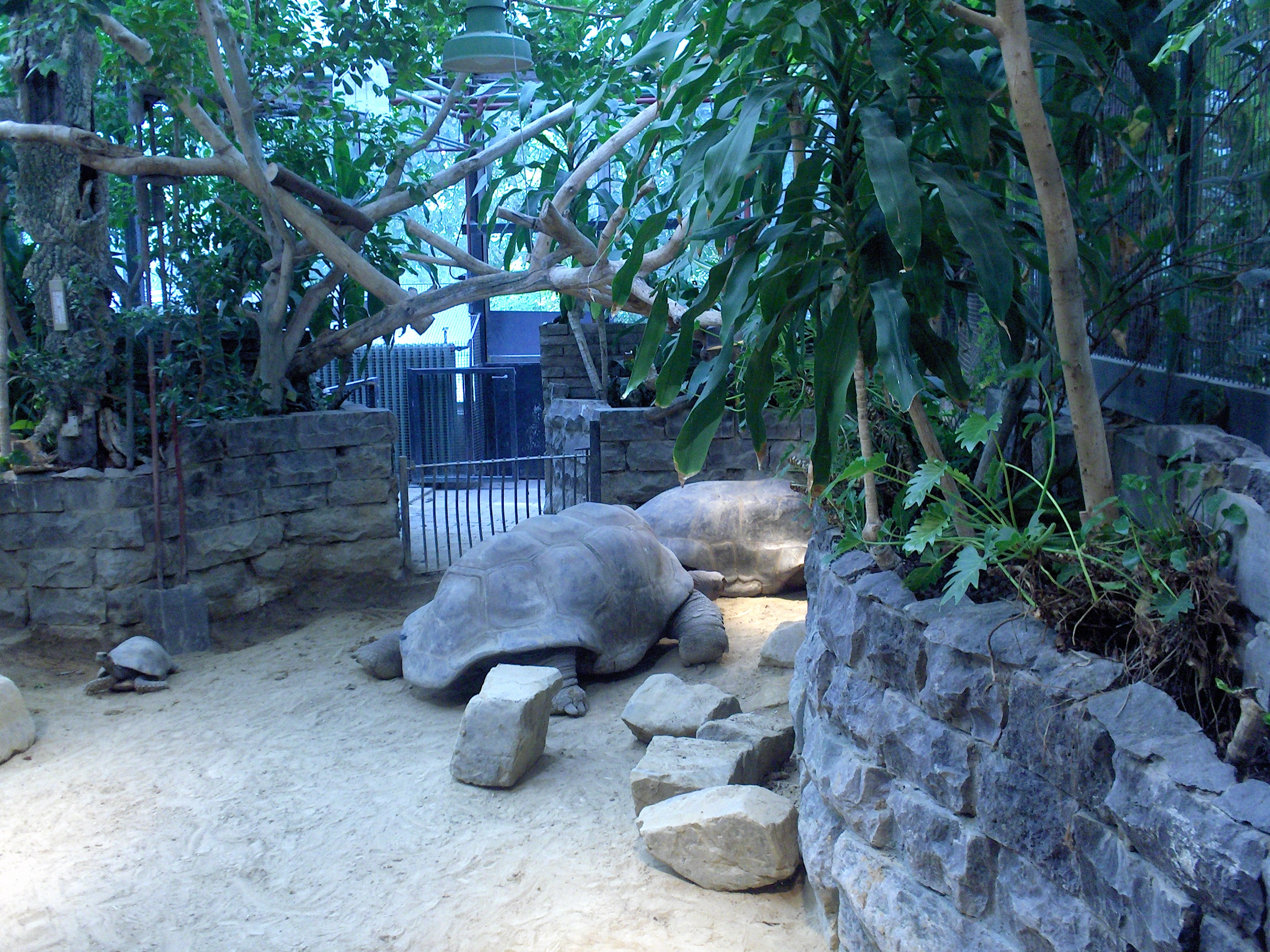
Tortugues Aldabra a Artis
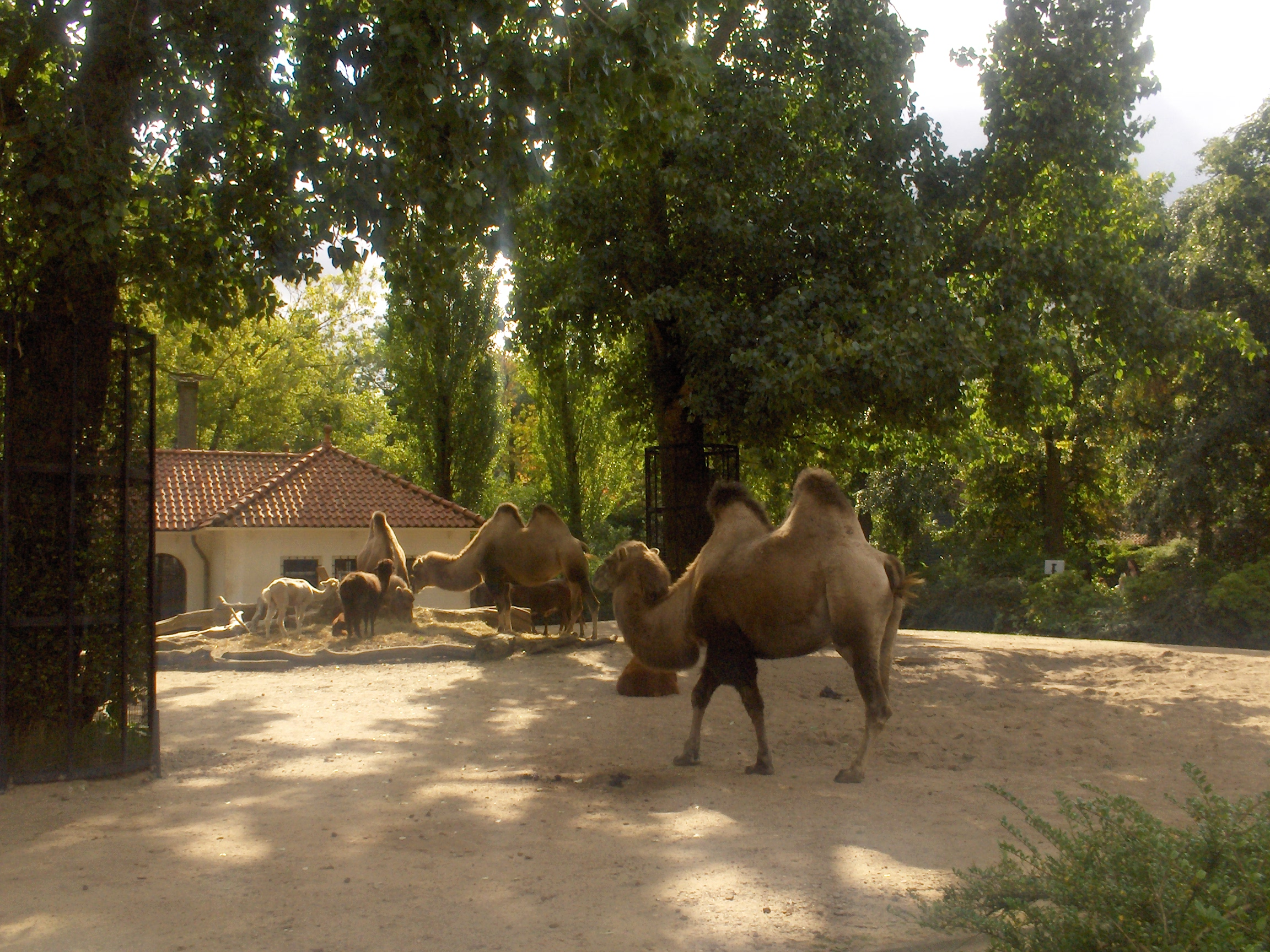
Camells a Artis
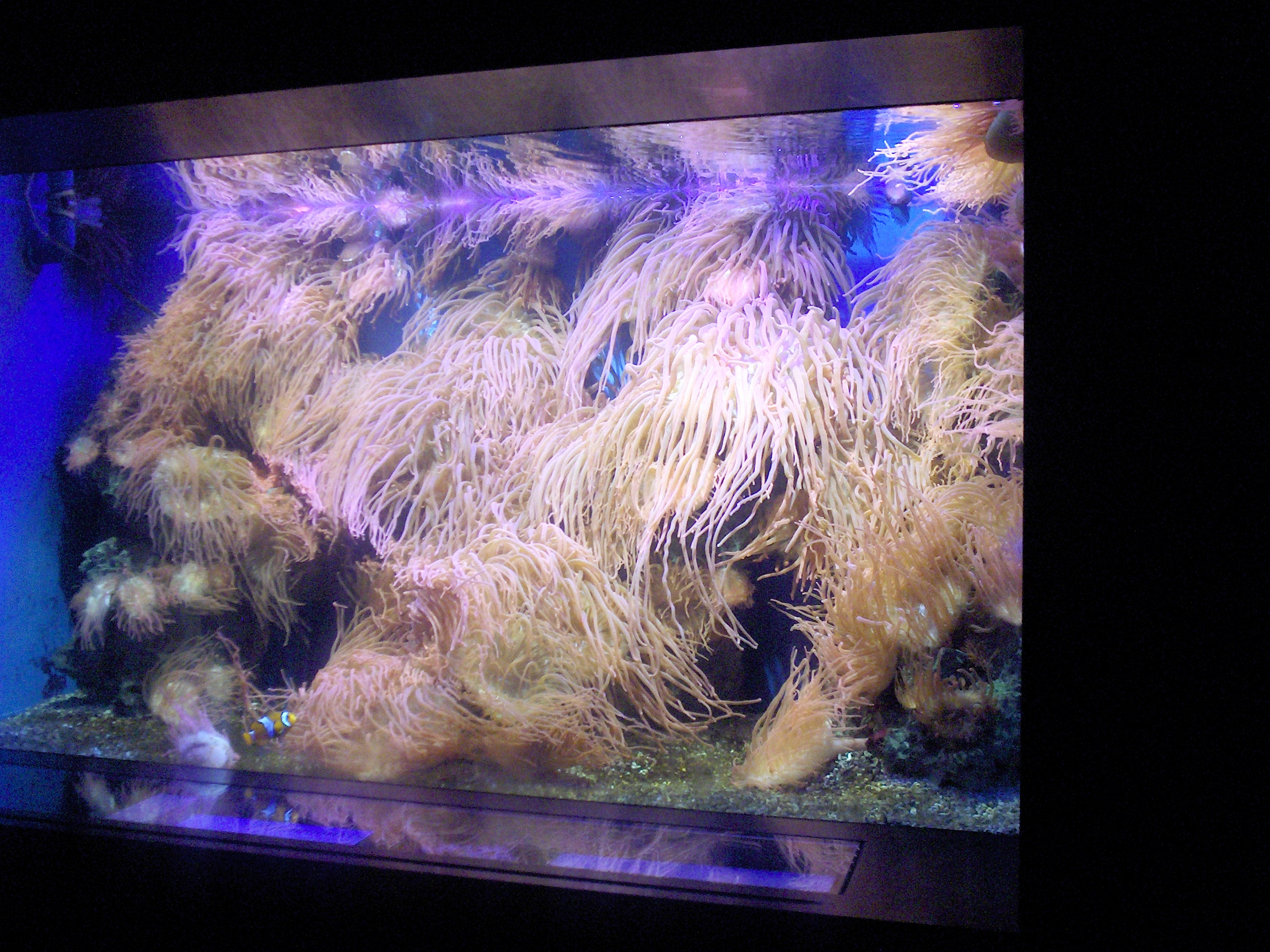
Aquari a Artis
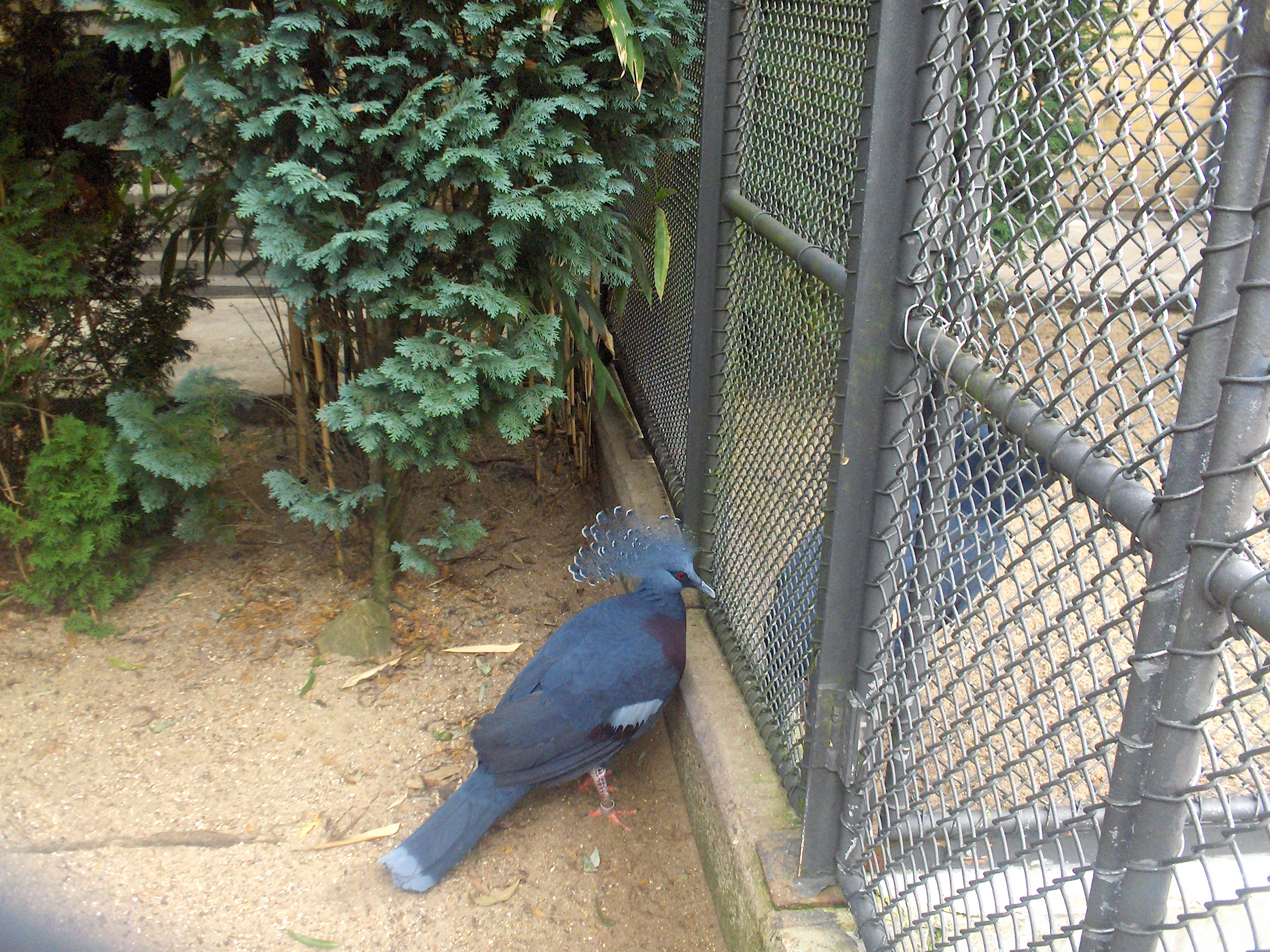
Coloms coronats a Artis
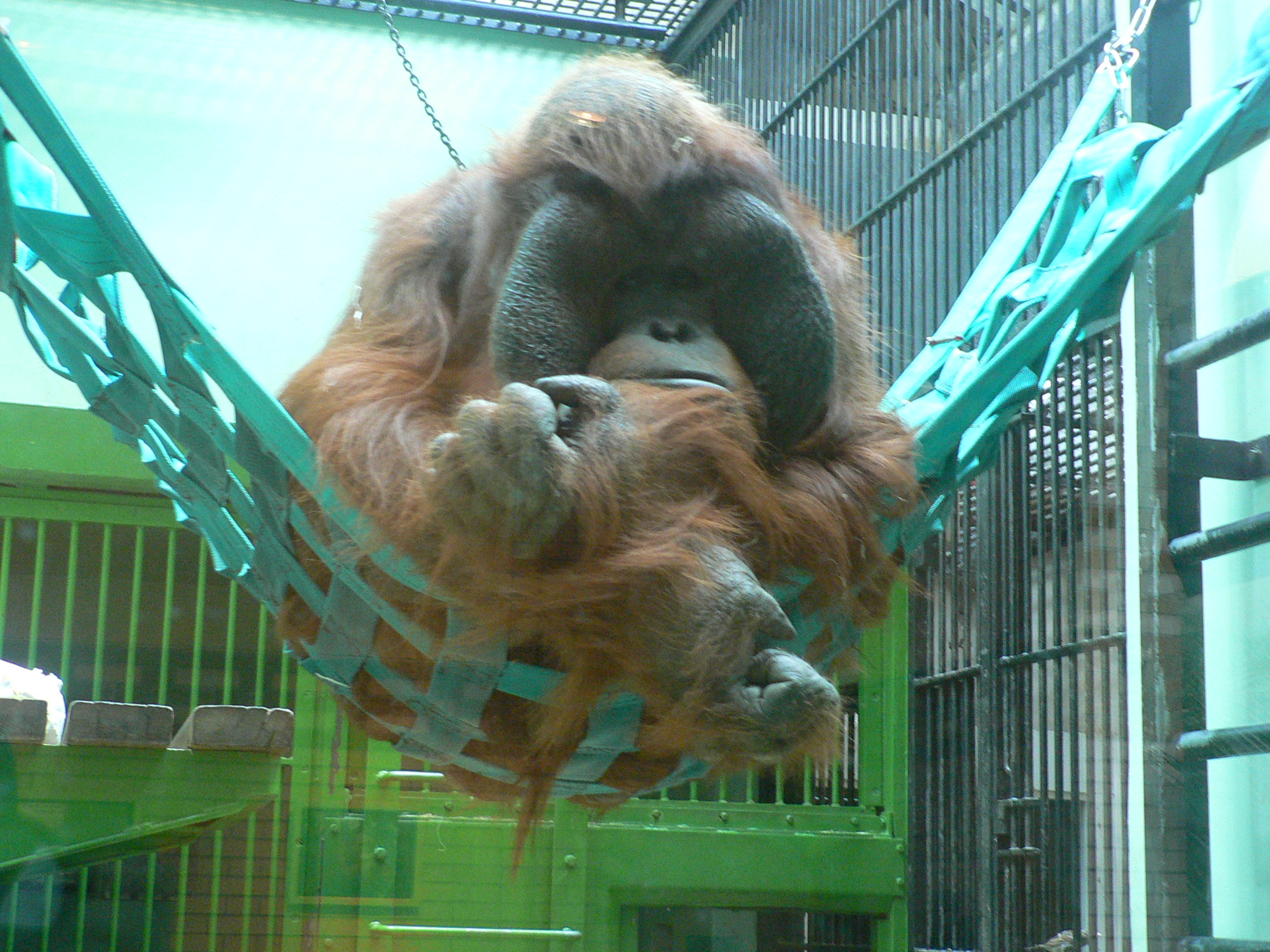
Orangutan a Artis
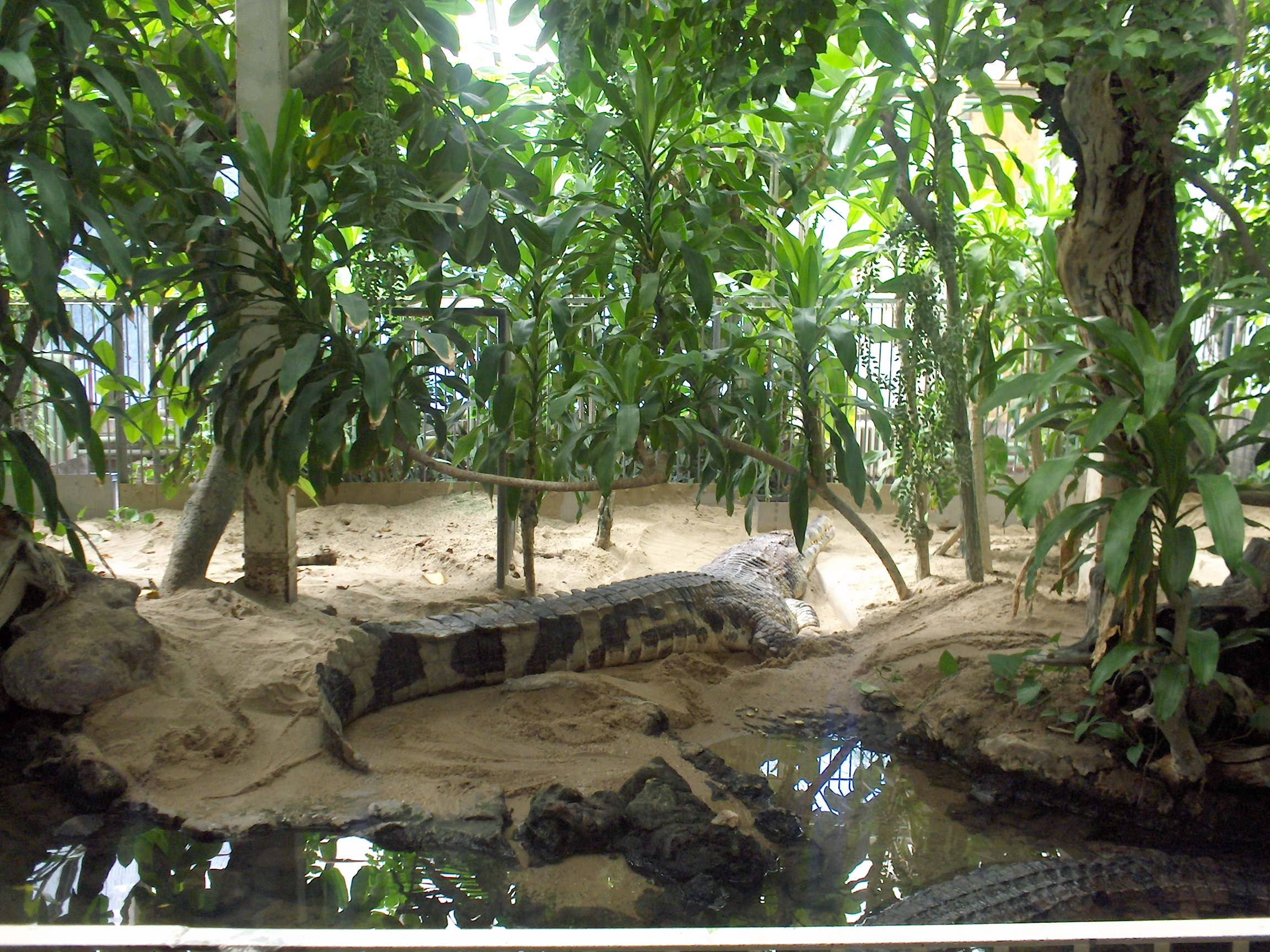
Cocodrils a Artis
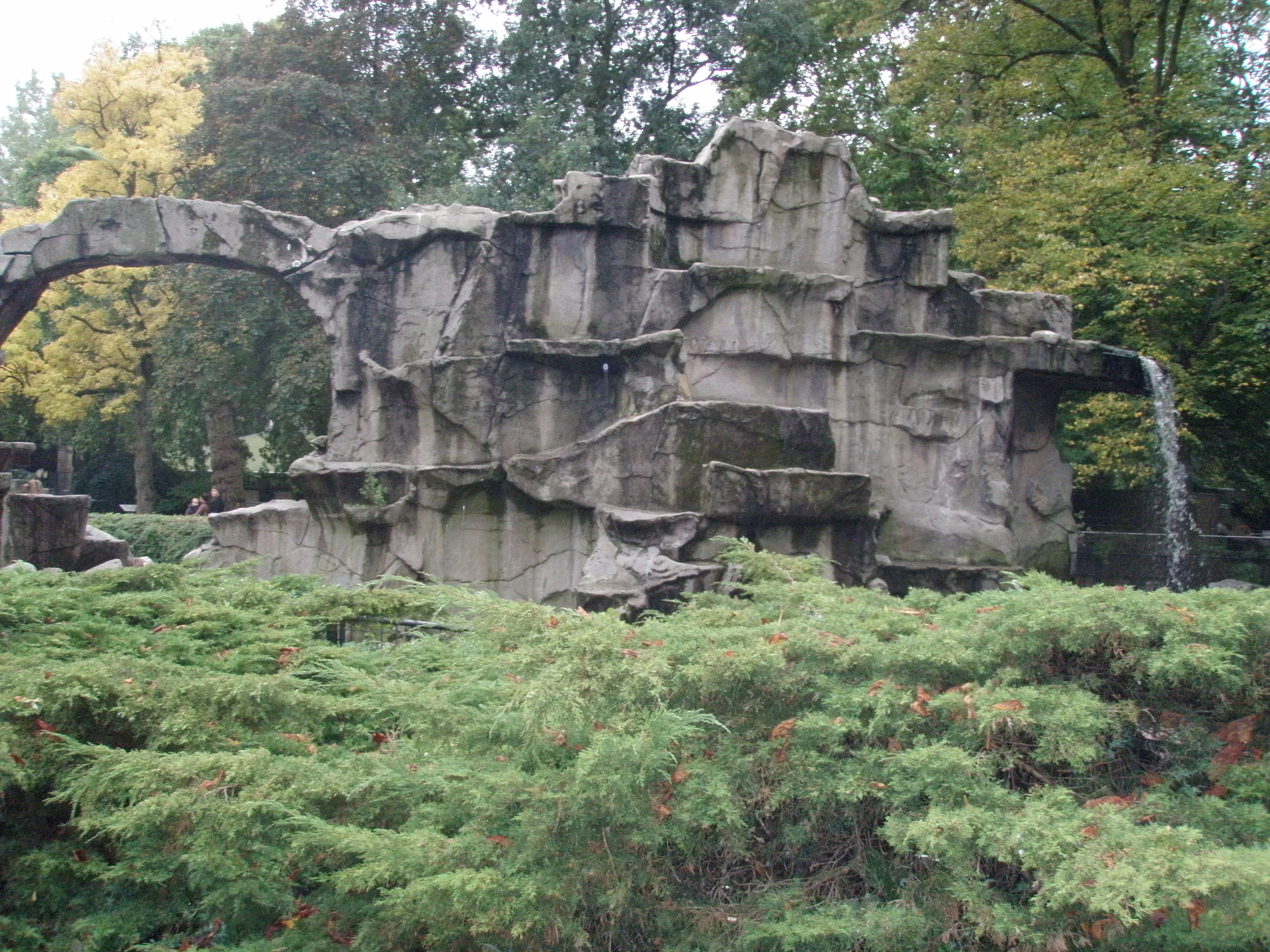
Somnis - una façana de pedra a Artis